# اندرو گرگوری (بازیکن فوتبال)
اندرو گرگوری (انگلیسی: Andrew Gregory؛ زادهٔ ۸ اکتبر ۱۹۷۶) بازیکن فوتبال اهل بریتانیا است.
از باشگاه‌هایی که در آن بازی کرده‌است می‌توان به باشگاه فوتبال بارنزلی و باشگاه فوتبال کارلایل یونایتد اشاره کرد.